# Kato Drys
Kato Drys är en ort i Cypern.   Den ligger i distriktet Eparchía Lárnakas, i den sydöstra delen av landet, 40 km söder om huvudstaden Nicosia. Kato Drys ligger 520 meter över havet och antalet invånare är 119. Den ligger på ön Cypern.
Terrängen runt Kato Drys är kuperad. Trakten runt Kato Drys är glesbefolkad, med 16 invånare per kvadratkilometer. Närmaste större samhälle är Páno Léfkara, 1,7 km norr om Kato Drys. Trakten runt Kato Drys är i huvudsak ett öppet busklandskap.